# Stratifié
Pour les articles homonymes, voir HPL.

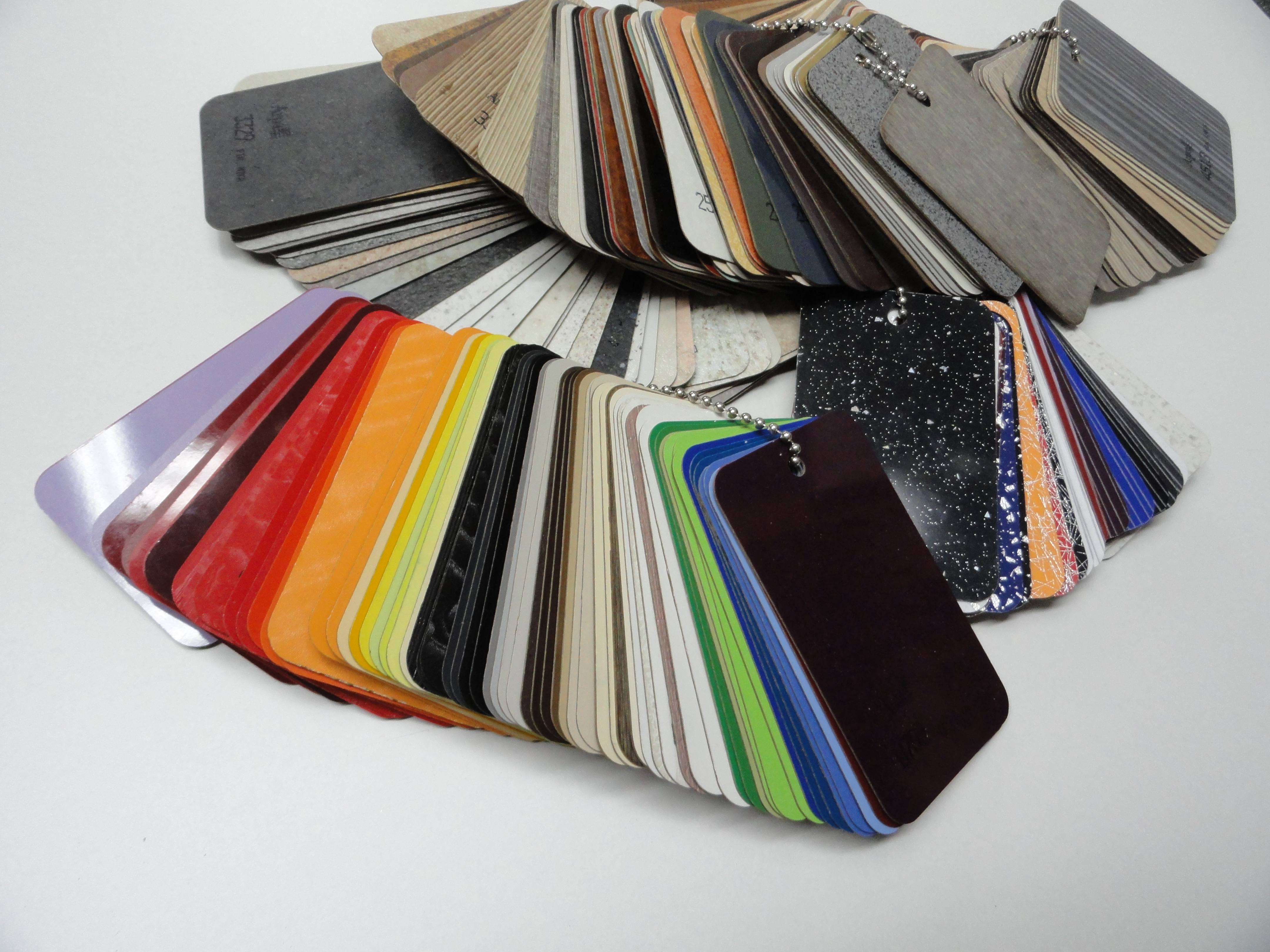
Stratifié décoratif

Le stratifié (en anglais, high pressure laminate ou HPL) est un panneau composite utilisé pour le revêtement de sol et de meuble. Il se compose de papier kraft (de 10 à 20 feuilles superposées) et d'une feuille de papier décoratif de surface, le tout étant imprégné de résine phénol-formaldéhyde pour les couches centrales et de résine mélamine-formaldéhyde pour la couche de surface. La couche de mélamine est appelée overlay.
A ne pas confondre avec le stratifié qui est le résultat de la stratification (par exemple à base de résine époxy et fibre de verre).

## Fabrication
Les différentes feuilles qui composent le panneau sont imprégnées de résine, puis pressées à chaud pour réticuler. La température et la pression exercées rendent les couches de papier solidaires et provoquent la transparence des couches de surface. Le stratifié est ensuite poncé en contre-parement et coupé au format désiré.

## Typologie selon la pression de fabrication

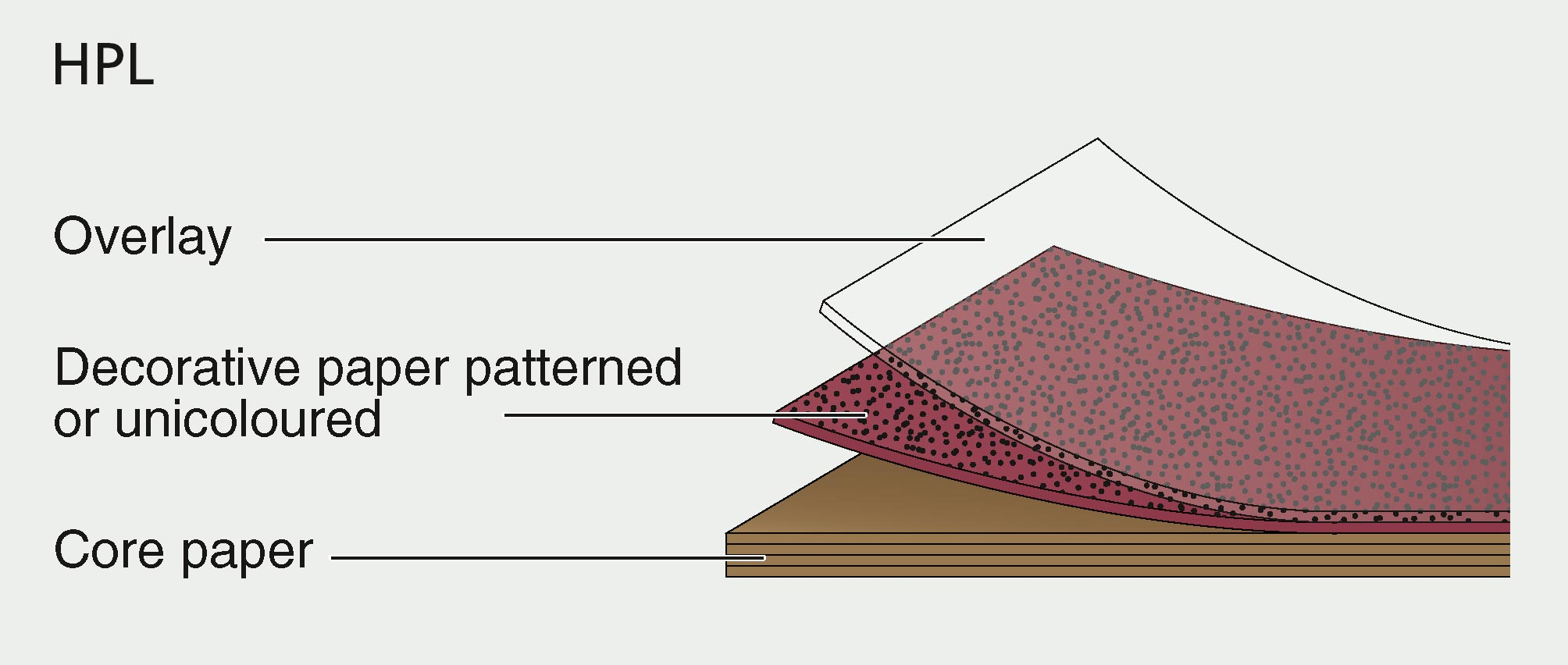
HPL mince

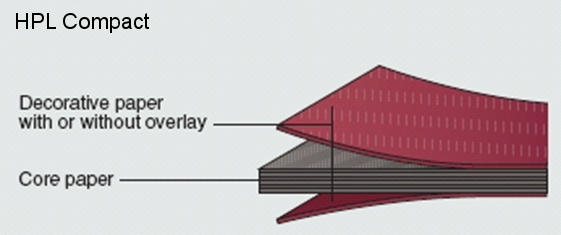
HPL épais (compact)

Il existe sur le marché des stratifiés décoratifs basse pression et haute pression. Leur fabrication ne diffère pas beaucoup à l'exception de la pression appliquée lors du pressage.
- Un stratifié décoratif haute pression (en anglais high pressure decorative laminate, HPL ou HPDL) est constitué de stratifiés moulés et durcis à des pressions non inférieures à 70 kg/cm2 et plus communément de 80 à 140 kg/cm2[1].
- Un stratifié décoratif basse pression est défini comme un stratifié en plastique moulé et durci à des pressions généralement de 2,8 MPa[2] (28,5 kg/cm2).

## Typologie selon l'épaisseur
Les stratifiés minces (de 0,6 mm à 2,3 mm) sont des matériaux de revêtement qui s'utilisent en placage. Ils ne doivent pas être confondus avec les panneaux mélaminés, qui sont également recouverts, à chaud et sous pression, d'une feuille unique de papier décor imprégnée de mélamine.
Les stratifiés épais (de 3,5 mm à 18 mm), nommés compacts, s’emploient tel-quel. La feuille de décoration est dans ce cas présente sur les deux faces.

## Applications
On emploie le stratifié de plus en plus dans la fabrication de mobilier intérieur, dressings, meubles de cuisine et de salle de bain, plan de travail, mobilier de bureau, et d'agencement pour lieux en tous genres (logements, locaux commerciaux,  locaux professionnels)